# Krakovsko

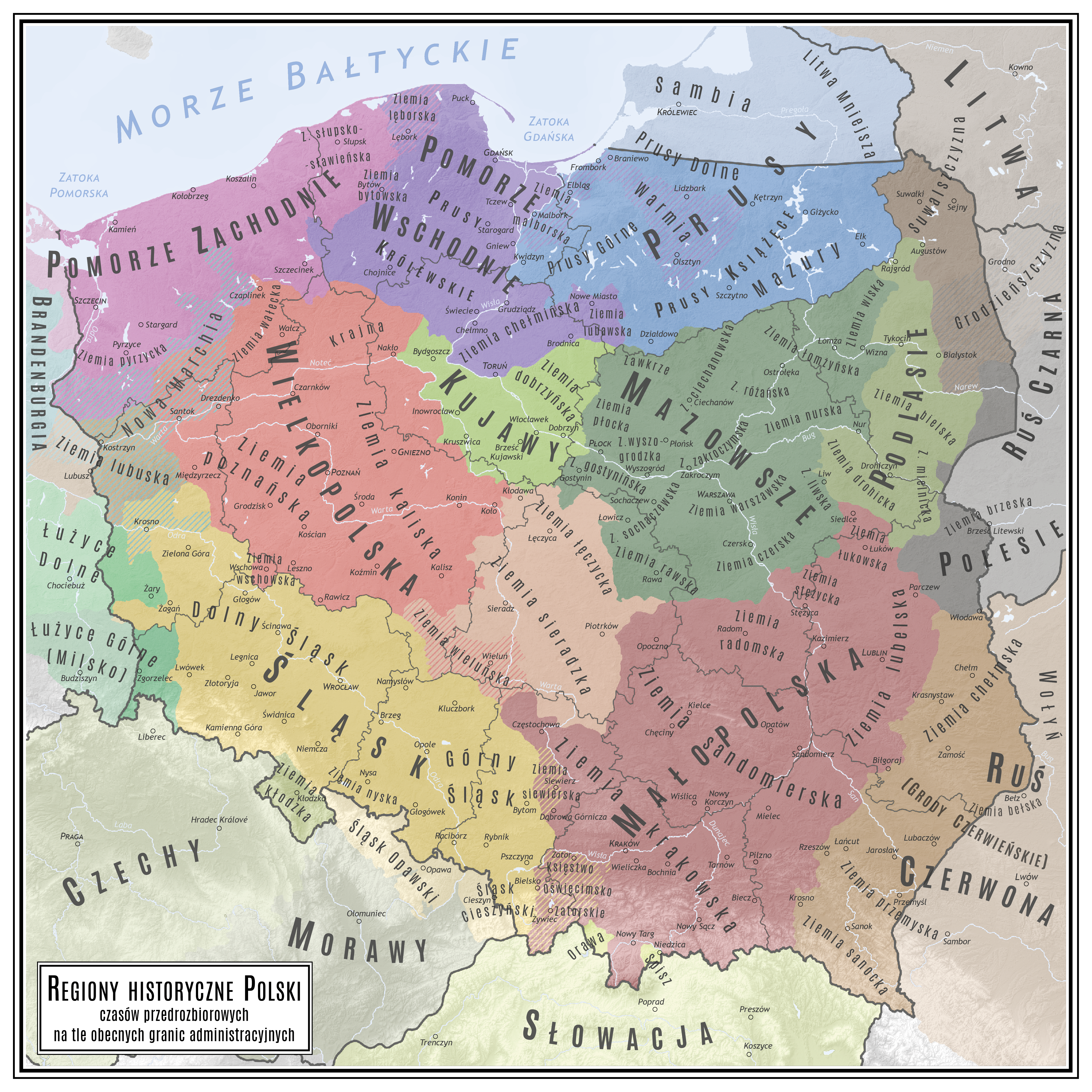
Krakovsko, Malopolsko a další historické země Polska na pozadí moderních správních hranic

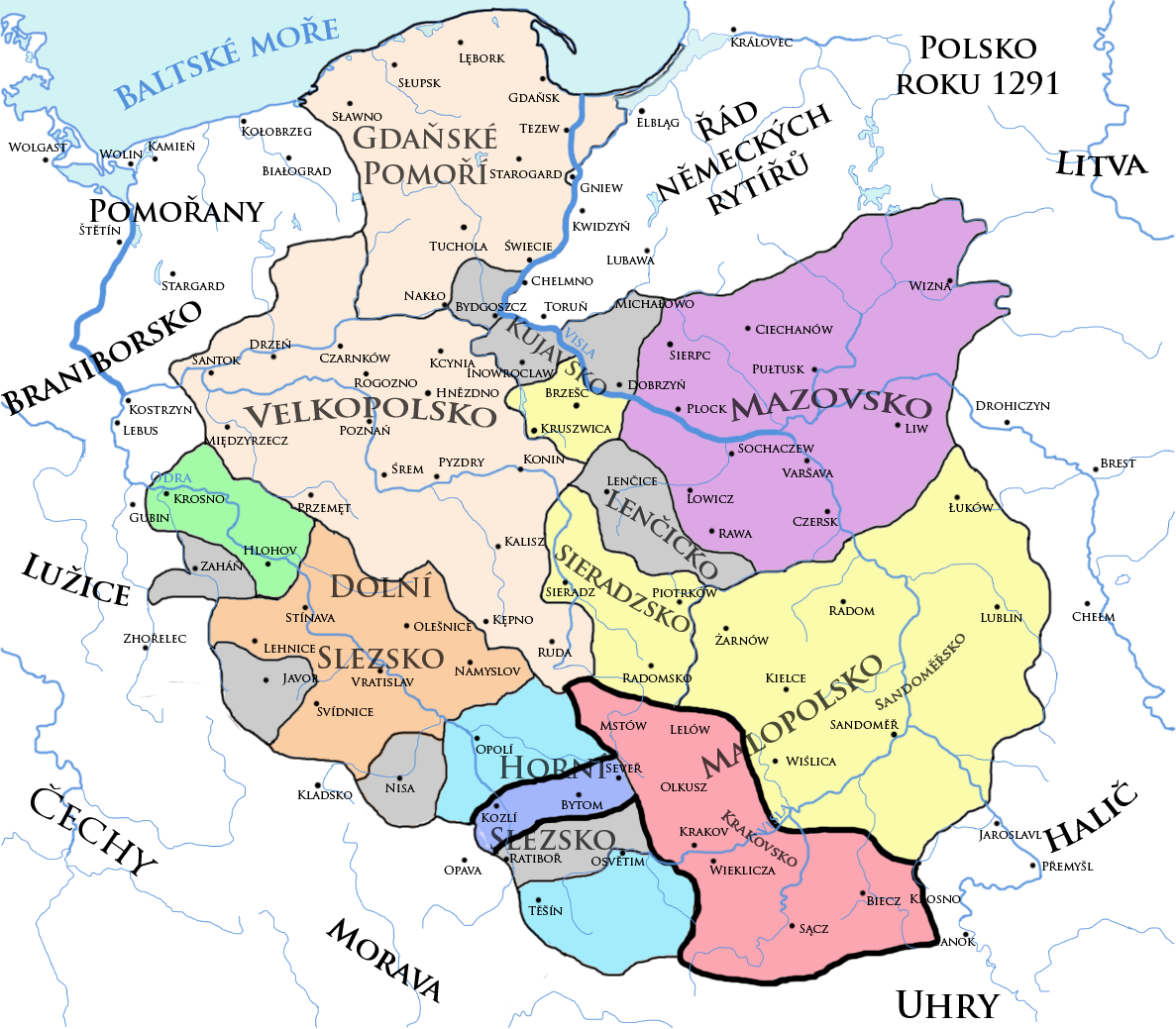
Krakovsko jako součást Malopolska kolem roku 1291, v tehdejší době pod vládou českého krále Václava II. (vyznačeno červeně)

Krakovsko je jednou z historických oblastí na území dnešního Polska. V současné době je rozděleno mezi vojvdství Malopolské, Slezské a Podkarpatské, přičemž největší část je součástí Malopolského vojvodství. Spolu s další historickou oblastí Sandoměřsko tvořilo Krakovsko rozsáhlejší region zvaný Malopolsko. Název je odvozen od města Krakova, jednoho z nejvýznamnějších měst polské historie.

## Historie

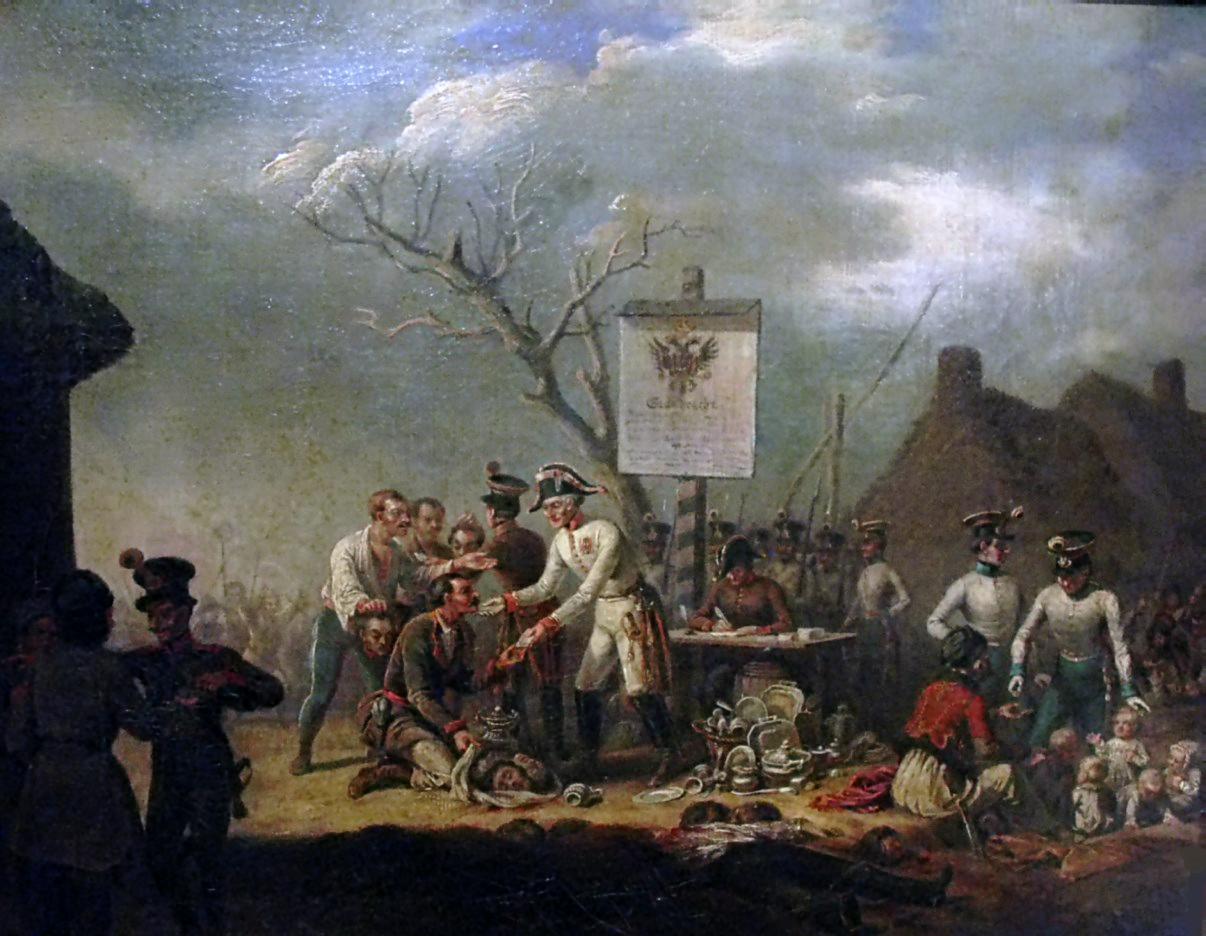
Výjev z povstání roku 1846

Území bylo v raném středověku osídleno kmeny Vislanů, kteří se nejdříve dostali do sféry vlivu velkomoravské říše a poté českého knížectví pod vládou Boleslava I. Ukrutného. K Polsku jej připojil až Boleslav I. Chrabrý ke konci 10. století. Od roku 1038 vzrostl přenesením sídla knížete do Krakova význam celé oblasti. Zároveň za Boleslava III. Křivoústého v první polovině 12. století připadlo na krakovského knížete právo vlády nad ostatními piastovskými knížaty. Význam samotného Krakova byl také podmíněn zdejším biskupstvím, založeným roku 1000. Roku 1257 pak město Krakov získalo městská práva. Na přelomu 13. a 14. století se Krakovsko dostalo pod moc českého krále Václava II. a nakrátko i jeho syna Václava III. Za piastovského vládce Vladislava Lokýtka Krakov opět potvrdil své význačné postavení v rámci Polska, protože se od roku 1320 opět stal korunovačním i sídelním městem polských králů. Roku 1356 zde Kazimír III. Veliký založil univerzitu, místní učení ovšem načas zaniklo, aby bylo znovu obnoveno roku 1400. Význam si město podrželo i po přenesení hlavního města do Varšavy roku 1596.
Během trojího dělení Polska ke konci 18. století připadlo celé Krakovsko habsburské monarchii. Během vytvoření Varšavského velkovévodství z podnětu francouzského císaře Napoleona se podstatná část Krakovska stala součástí tohoto nového státního útvaru. Na základě jednání Vídeňského kongresu se Krakovsko stalo s výjimkou samotného Krakova součástí Rakouského císařství, a to v rámci Haličsko-vladiměřského království. Město Krakov se stalo republikou pod společným mezinárodním dohledem Pruska, Rakouska a Ruska. Po neúspěšném povstání bylo město roku 1846 obsazeno rakouským vojskem a jeho území přeměněno na velkoknížectví. Pod rakouskou vládou zůstalo Krakovsko až do roku 1918, kdy se stalo součástí obnoveného polského státu. Na počátku druhé světové války obsadila území vojska Třetí říše a z Krakova se stalo sídlo německé okupační správy, takzvaného Generálního gouvernementu. Po osvobození Rudou armádou na přelomu let 1944 a 1945 se začlenilo do vznikající Polské lidové republiky a součástí Polska zůstalo dodnes.